# カンタキサンチン
カンタキサンチン(Canthaxanthin)は、自然界に広く分布するカロテノイド顔料である。テルペノイドの一つで植生化学物質として知られる。化学式はC40H52O2、E番号はE161g。
アンズタケ属の食用になるキノコ（Cantharellus cinnabarinus）から初めて単離された(アクソー、1950年)。この他にも緑藻、バクテリア、甲殻類、魚類に含まれる。